# Сотозеро (озеро, Белозерский район)
Сотозеро — озеро в России, располагается на территории Белозерского района Вологодской области.
Площадь водной поверхности озера равняется 9,47 км². Уровень уреза воды находится на высоте 140 м над уровнем моря. Площадь водосборного бассейн озера составляет 58,2 км².
Код объекта в государственном водном реестре — 08010200311110000004738.